# Посмертна маска Наполеона

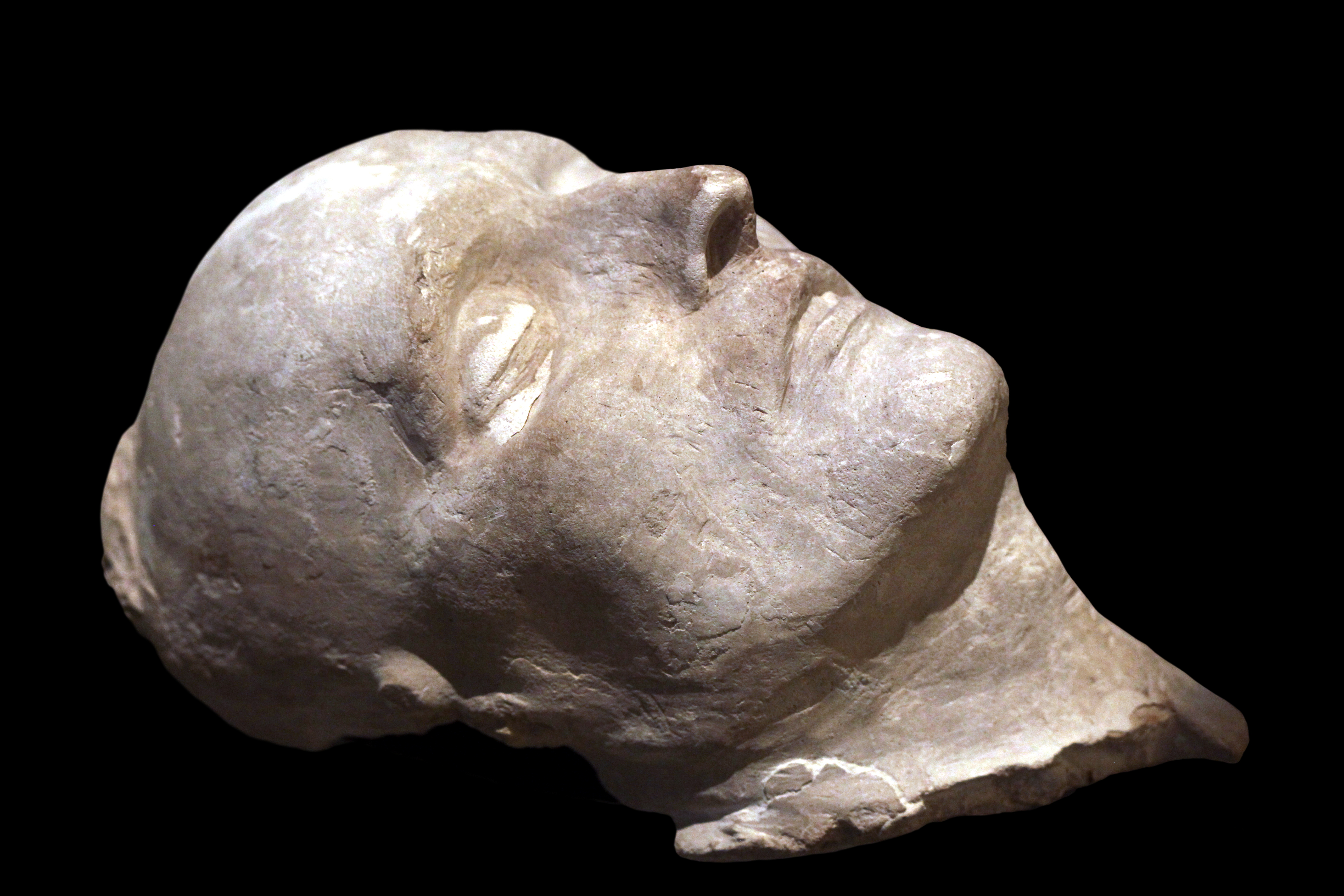
Посмертна маска Наполеона Франсуа Карло Антоммаркі, музей Армії, Париж.

Посмертна маска Наполео́на І — зліпок обличчя імператора, зроблений невдовзі після його смерті у 1821 році й відлитий з гіпсу.
За часів Наполеона Бонапарта було прийнято створювати посмертні маски нещодавно померлих відомих людей. Суміш воску або гіпсу обережно нанесли на обличчя Наполеона і видалили після того, як форма затверділа. З цього зліпку відлили наступні копії. З походженням та місцезнаходженням оригінальних відбитків пов'язано чимало таємниць та суперечностей. Відомо, що існує всього чотири справжні бронзові посмертні маски Наполеона.

## Історія
Первинна посмертна маска Наполеона була створена 7 травня 1821, через півтори дні після того, як колишній імператор помер на острові Святої Єлени у віці 51 року. В останні хвилини з ним перебували лікарі з Франції та Великої Британії. Деякі джерела стверджують, що доктор Франсуа Карло Антоммаркі (один із кількох лікарів, що були поруч із Наполеоном) зробив оригінальний «батьківський відбиток», який пізніше був використаний для створення бронзових та гіпсових копій. Інші записи показують, що доктор Френсіс Бертон, хірург 66-го полку британської армії, що перебував на острові Святої Єлени, керував розтином імператора, і під час цієї процедури зробив оригінальний відбиток. Антоммаркі отримав від своїх британських колег вторинну гіпсову форму з оригінального відбитка Бертона. Є припущення, що саме за допомогою цього вторинного зліпка Антоммаркі у Франції виготовив копії посмертної маски в гіпсі та бронзі.
За іншою версією, мадам Бертран, служниця Наполеона на острові св. Єлени, нібито вкрала частину оригінального гіпсового відбитка, залишивши Бертону лише вуха та потилицю. Згодом британський лікар подав до суду на мадам Бертран із вимогою повернути відбиток, але не зміг домогтися цього в суді. Через рік мадам Бертран подарувала Антоммаркі копію маски, з якої він зробив кілька копій. Одну з них він відправив лорду Бурґгершу, британському представникові у Флоренції, з проханням передати його великому скульптору Канові. Оскільки Канова помер, не встигнувши використовувати маску, вона залишилася у Бурґгерша. Копія, що зберігається в Національних музеях Ліверпуля, відлита Е. Кеснелем і вважається зліпком з цієї маски.

## Інші маски
У 1834 доктор Антоммаркі вирушив до Сполучених Штатів, де відвідав Новий Орлеан і подарував цьому місту бронзову копію маски. Під час заворушень, що супроводжували Громадянську війну, маска була втрачена. У 1866 році колишній міський скарбник помітив маску, коли її вивозили на звалище у візку зі сміттям. Замість того щоб повернути маску місту, скарбник забрав маску додому й виставив її там на огляд. Згодом посмертна маска Наполеона опинилась у будинку капітана Вільяма Гріна Рауля, президента Мексиканської національної залізниці, в Атланті. Нарешті, в 1909 році посмертна маска Наполеона повернулася в Новий Орлеан. Капітан Рауль прочитав газетну статтю про зниклу маску й написав меру про її місцезнаходження. В обмін на відповідне зізнання Рауль погодився подарувати посмертну маску Новому Орлеану. Того ж року мер передав маску Музею штату Луїзіана.
Антоммаркі також подарував розфарбовану гіпсову копію своєму колезі з Нового Орлеана доктору Едвін Сміту. Після смерті доктора Сміта гіпсова маска перейшла до родини капітана Френсіса Браяна, жителя Сент-Луїса, штат Міссурі. У 1894 році Браян подарував цю маску своїй альма-матер, Університету Північної Кароліни в Чапел-Гілл. У перші роки перебування в Чапел-Гіллі гіпсова маска Наполеона стояла як дивина на столі в кабінеті президента університету Джорджа Т. Вінстона. Пізніше маску передали до університетської бібліотеки, і зрештою вона потрапила до колекції Північної Кароліни. Нині маска перебуває в дуже доброму стані. Єдине видиме ушкодження — відщербина над верхньою губою імператора. Це пошкодження сталося в 1907 році, коли університетський прибиральник упустив маску, витираючи її. На звороті маски є рукописний напис: «Голова Нап…на доктора Едвіна Б. Сміта» і «Подаровано доктору Сміту доктором Н(аполеона) Ант[оммаркі]». Внизу маски також написано «Tête d'Armée» («Голова армії»); це були, за деякими відомостями, останні слова, сказані Наполеоном.
Доктор Антоммаркі переїхав на Кубу 1838 року. Там він жив на кавовій плантації свого двоюрідного брата і потоваришував з генералом Хуаном де Мойя. Перед смертю доктор Антоммаркі зробив генералові Мойя посмертну маску Наполеона зі свого зліпка. Є свідчення, що маска досі перебуває в музеї Сантьяго-де-Куба, провінція Орієнте, де було багато французьких іммігрантів, що заснували кавові плантації високо в горах Сьєрра-Маестра.
Бронзова посмертна маска перебуває в колекції Оклендської художньої галереї, вона була подарована сером Джорджем Греєм, а її створення також приписується Антоммаркі.
Ще одна посмертна маска, що раніше належала Джону Кодману Роупсу, тепер виставлена у вестибюлі бібліотеки університету Бостона.